# Агеев, Роман Олегович
Рома́н Оле́гович Аге́ев (род. 17 января 1974, г. Полярные Зори, Мурманская область, РСФСР, СССР) — российский актёр театра, кино и дубляжа.

## Биография
Роман Агеев родился 17 января 1974 года в городе Полярные Зори Мурманской области.
В 1999 году окончил Санкт-Петербургскую государственную академию театрального искусства (СПбГАТИ) (актёрский курс Семёна Яковлевича Спивака).
С 1999 по 2005 годы — актёр Санкт-Петербургского государственного молодёжного театра на Фонтанке. С 2005 года сотрудничает с театром, работая по договору.
В Санкт-Петербурге сотрудничал также с такими театрами как Большой драматический театр имени Г. А. Товстоногова (БДТ), Государственный драматический театр на Васильевском и Государственный драматический театр «Приют комедианта».
Популярность актёру в кино принесли роли в драматическом художественном фильме Сергея Бодрова-младшего «Сёстры» (2001) и в сериалах Владимира Бортко «Бандитский Петербург. Барон» (2000) и Владимира Хотиненко «Гибель империи» (2005).
Также Роман Агеев известен как один из ведущих артистов петербургской театральной сцены.

## Творчество

### Театральные работы
Театр на Литейном," Женитьба Фигаро", Фигаро.

#### Санкт-Петербургский государственный молодёжный театр на Фонтанке
- 1999 — «Трёхгрошовая опера» по одноимённой пьесе Бертольта Брехта (режиссёр — Семён Спивак) — Роберт Пила
- 1999 — «Ночь ошибок» по пьесе «Ночь ошибок, или Унижение паче гордости» Оливера Голдсмита (режиссёр-постановщик — Михаил Черняк) — Тони Лумкинс
- 1999 — «Лунные волки» по одноимённой пьесе Нины Садур (режиссёр — Владимир Туманов) — Егор
- 1999 — «Касатка» по одноимённой пьесе Алексея Толстого (режиссёр-постановщик — Семён Спивак) — Панкрат, матрос
- 1999 (по настоящее время) — «Крики из Одессы» по пьесе «Закат» Исаака Бабеля (режиссёр-постановщик — Семён Спивак) — Мендель Крик, одесский биндюжник
- 2001 — «Жаворонок» по одноимённой пьесе Жана Ануя (режиссёр — Семён Спивак) — Лаир
- 2002 — «Священные чудовища» по одноимённой пьесе Жана Кокто (режиссёр — Семён Спивак) — комедиант
- 2003 — «Отелло» по одноимённой пьесе Уильяма Шекспира (постановка — Семён Спивак, режиссёр — Алексей Утеганов) — Отелло, благородный мавр, на службе Венецианской республики
- 2009 — «Зимняя сказка» по одноимённой пьесе Уильяма Шекспира (сценическая версия — Хосе Санчис Синистерра (Испания), режиссёр-постановщик — Магуи Мира (Испания) — Леонт, король Сицилии

#### Большой драматический театр имени Г. А. Товстоногова (БДТ)(Санкт-Петербург)
- 2005 — «Весёлый солдат» по пьесе Нины Садур по мотивам одноимённой повести Виктора Астафьева (постановка — Геннадий Тростянецкий) — Лёха Булдаков

#### Государственный драматический театр на Васильевском(Санкт-Петербург)
- 2006 — «Макбет» по одноимённой пьесе Уильяма Шекспира (режиссёр — Алексей Утеганов) — Банко, предводитель войска Дункана
- 2008 — «Дюймовочка в стране чудес» (автор инсценировки и режиссёр — Алексей Утеганов) — Пластика

#### Государственный драматический театр «Приют комедианта»(Санкт-Петербург)
- 2008 — «Глубокое синее море» мелодрама английского драматурга Теренса Рэттигана (режиссёр-постановщик — Александр Баргман) — Фредди Пейдж

- 2010 — «Смешные поневоле» фантазии по пьесам Жана-Батиста Мольера «Смешные жеманницы» и «Брак поневоле» (режиссёр-постановщик — Александр Баргман) — Маскариль, комедийный актёр[3][4]

#### Творческий проект актеров Молодежного театра на Фонтанке (Санкт-Петербург)
- «Любовь без тормозов» (антреприза)

#### «Такой театр» (Санкт-Петербург)
- 2011 — «В ожидании Годо» по одноимённой пьесе Сэмюэля Беккета (режиссёр-постановщик — Адриан Джурджиа (США)) — Поццо[5]

Театр на Литейном (Санкт-Петербург)
- 2016 — «Антарктида» по одноимённой пьесе Ульяны Гицаревой (режиссёр-постановщик — Пётр Чижов) — Пётр Георгич Клюшников

### Фильмография

#### Роли в фильмах
1. 2000 — Луной был полон сад — эпизод
2. 2001 — Сёстры — Алик Муртазаев, отец Дины (озвучил Михаил Разумовский)
3. 2002 — Золушка в сапогах — сержант Дергун
4. 2003 — Любовь императора — «Тетёрка»
5. 2004 — Смерть Таирова — Владимир Владимирович Маяковский, советский поэт (нет в титрах)
6. 2007 — Ветка сирени — матрос
7. 2008 — Второе дыхание — Стрижко, майор
8. 2008 — Сад — Ермолай Алексеевич Лопахин, купец
9. 2009 — Европа — Азия — «Боца»
10. 2009 — Как поймать магазинного вора? — Козловский
11. 2009 — На открытой воде — Сергей Анатольевич
12. 2009 — Черта — Вадим Волков, отец Егора
13. 2010 — Смерть Вазир-Мухтара. Любовь и жизнь Грибоедова —
14. 2010 — Месть без права передачи — Антон Трифонов
15. 2010 — Прятки — Василий Рогожин, продюсер
16. 2010 — Сивый мерин — Анатолий Борисович Трусс, капитан, оперативник
17. 2010 — Я вас жду… — Михаил
18. 2011 — Родственник — «Усатый»
19. 2012 — Мой дом — моя крепость — Сергей Усачёв
20. 2012 — Перцы — Валерий Викторович Савельев, отец Макса
21. 2013 — Гость — Лунёв, капитан полиции
22. 2013 — Прозрение — бизнесмен[6]
23. 2013 — Тяжёлый случай — отец Оксаны
24. 2014 — Мама в законе — «Карп», муж Елены, криминальный «авторитет»
25. 2014 — Обмен — Анатолий Степанович Громов («Гром»), главарь банды налётчиков на банки
26. 2014 — Чужое — «Рыба»
27. 2016 — Стена — Гноссовский
28. 2018 — Собибор — Борис Цыбульский
29. 2018 — Два билета домой — майор на вахте колонии
30. 2021 — Хорошие девочки попадают в рай — капитан Овчаренко
31. 2023 — Поедем с тобой в Макао — отчим Олега
32. 2024 — Любовь Советского Союза — Заварзин

#### Роли в телесериалах
1. 2000 — Улицы разбитых фонарей. Новые приключения ментов (серия № 17 «Школа паука») — Олег (озвучил Вадим Гущин)
2. 2000 — Бандитский Петербург. Барон — «Лабаз», бандит
3. 2000 — Империя под ударом (серия № 9 «Охота на губернатора») — Нил Ковальский
4. 2000 — Убойная сила (фильм № 5 «Тактика ближнего боя») — дальнобойщик, подставивший напарника
5. 2001 — Агентство НЛС — Алексей, отец Славы
6. 2001 — По имени Барон — телохранитель «Барона»
7. 2001 — Агент национальной безопасности 3 (серии 5 и 6 «Ловушка») — милиционер
8. 2003 — Тайны следствия 3 (фильм № 3 «Исчезновение») — Андрей Александрович Гойда, сотрудник охранной фирмы «Нокс»
9. 2002 — Агентство «Золотая пуля» — Виктор Шеховской («Шах»)
10. 2003 — Удачи тебе, сыщик! (часть № 2 «Коррупция») — Иван Лемешев
11. 2004 — Мужчины не плачут — Дмитрий Беркутов, оперативник
12. 2004 — Шахматист — Гончаров, сослуживец Павла
13. 2005 — Мужчины не плачут 2 — Дмитрий Беркутов, оперативник
14. 2005 — Пари — Валдай
15. 2005 — Риэлтор — Василий Дробышев, старший лейтенант
16. 2005 — Королевство кривых… — патологоанатом
17. 2005 — Улицы разбитых фонарей. Менты-7 (серия № 8 «Инстинкт Леопольда») — Виталий Алексеевич Степанов, начальник службы охраны кондитерской фабрики
18. 2005 — Фаворский — Максим Марягин
19. 2005 — Хиромант — Артур Сергеевич Поздняков, начальник службы безопасности Виктора Стогова
20. 2006 — Лабиринты разума (фильм № 16 «Наследница») — Иван Соловьёв
21. 2006 — Тёмный инстинкт — Александр Сидоров, капитан, заместитель начальника уголовного розыска
22. 2006 — Секретные поручения — Мамонтов, куратор Дениса
23. 2006 — План «Б» — Айрат
24. 2007 — Гаишники (фильм № 2 «За пределами полномочий») — Никита
25. 2007 — Мушкетёры Екатерины — Григорий Григорьевич Орлов, граф
26. 2009 — Брачный контракт — Леонид Богатырёв, нотариус
27. 2009 — Дорожный патруль 3 — Виктор Петрович Зотов
28. 2009 — Личное дело капитана Рюмина — Павел Климов, старший лейтенант
29. 2010 — Морские дьяволы. Судьбы (фильм № 3 «Окончательное решение») — Глеб Егоров, курсант спецназа
30. 2010 — ППС — Владимир Николаевич Соболев, майор, заместитель командира батальона патрульно-постовой службы (ППС)
31. 2010 — Земский доктор — Валерий Черноглазов
32. 2010 — Военная разведка. Западный фронт (фильм № 4 «Казимир») — Павел Скоропад (агент «Стефан»)
33. 2011 — Защита свидетелей — Алексей Бугаец («Бугай»), киллер
34. 2011 — Беглец — Герман Соловьёв, врач-офтальмолог, друг Максима Недогонова
35. 2011 — Надежда — Алексей («Хромой»)
36. 2011 — Настоящие — Александр Минаев, сотрудник ОРБ
37. 2011 — Наркотрафик (фильм № 11 «Оборотни», фильм № 12 «Главная жертва») — Александр Баскаков, начальник охраны Феликса Слобожана
38. 2011 — Приставы (серия № 2 «Повод остаться») — Николай
39. 2012 — Кулинар — Олег Юрьевич Курбатов, полковник
40. 2012 — Ковбои (фильм № 1 «Закон парных случаев») — Андрей Пекуш, начальник охраны бизнесмена Юрия Стеца
41. 2012 — Икорный барон (фильм № 1 «Ветеринарный контроль», фильм № 2 «Сети зла») — Виктор Шамис, чиновник
42. 2012 — В зоне риска (серия № 6) — Валерий Сергеевич Терехов, бывший спецназовец
43. 2012 — Лист ожидания (серия № 3) — Анатолий Викторович Усольцев, таксист
44. 2012 — Порох и дробь (фильм № 12 «Снайпер») — Вадим («Чистый»)
45. 2012 — Патруль. Васильевский остров (серия № 8 «Драма в ночном клубе») — майор
46. 2012 — Провинциал — Волынский
47. 2013 — Ржавчина (фильм № 7 «Зона риска») — Евгений Жиравин («Жираф»)
48. 2013 — Горюнов — Сергей, майор, командир группы боевых пловцов
49. 2013 — Кулинар 2 — Олег Юрьевич Курбатов, полковник
50. 2013 — Лекарство против страха — Павел Петрович Косарин, руководитель фармацевтической компании «Медолек»
51. 2013 — Морские дьяволы. Смерч 2 (фильм № 4 «Новая жертва») — Александр Воронин, полковник
52. 2013 — Шеф 2 — Виктор Камышов («Камыш»), криминальный авторитет
53. 2014 — Бандит — Валера
54. 2014 — Прости меня, мама! — Валерий Цыплаков
55. 2014 — Любить нельзя ненавидеть — отец Алексей
56. 2014 — Григорий Р. — Алексей Фролович Филиппов, журналист
57. 2015 — Высокие ставки (серия № 21 «Особые полномочия») — Сергей Климчук, киллер по прозвищу «Крематорий»[7]
58. 2015 — Ленинград 46 — Иван, член банды «Учителя»
59. 2015 — Полицейский участок — Антон Ильич Гришин, полковник полиции
60. 2015 — Гастролёры — торговец автомобилями
61. 2016 — Выжить любой ценой — Степан Зиганов, помощник бизнесмена Мотыля
62. 2016 — Невский — Борис Николаевич Пастухов, майор юстиции, старший следователь по особо важным делам СК России
63. 2016 — Наше счастливое завтра — Макар Кучерук / Дед Мороз
64. 2017 — Чернобыль. Зона отчуждения — Деррик Флетчер / Дмитрий Киняев, глава корпорации «ГлобалКинтек»
65. 2017 — Крылья империи — Гринько, подручный Льва Троцкого
66. 2017 — Невский. Проверка на прочность — Борис Николаевич Пастухов, подполковник юстиции, старший следователь по особо важным делам СК России
67. 2018 — Мёртвое озеро — Илья Шеховцов, патологоанатом
68. 2018 — Купчино — Пётр Романов, полковник милиции
69. 2018 — Реализация — Юрий Васильевич Безногов, полковник полиции, начальник УМВД Центрального района
70. 2018 — Спарта — психиатр
71. 2019 — Подкидыш — Андрей Северский, писатель
72. 2019 — Анонимный детектив — Вадим Буров («Бур»), криминальный авторитет
73. 2019 — Шаг к счастью — Игорь Силаев, следователь
74. 2019 — Великолепная пятёрка (серия № 32 «Кровавый долг») — Руднов
75. 2019 — Невский. Чужой среди чужих — Борис Николаевич Пастухов, подполковник юстиции, старший следователь по особо важным делам СК России
76. 2020 — Реализация 2 — Юрий Васильевич Безногов, полковник полиции, начальник УМВД России по Центральному району Санкт-Петербурга / начальник УУР ГУ МВД России по Санкт-Петербургу и Ленинградской области
77. 2020 — Ментозавры — Владимир Михайлович Козлов, полковник полиции
78. 2021 — Обитель — Андрей Горяинов, отец Артёма Горяинова
79. 2021 — Подражатель — Денисов
80. 2022 — Комитет — Свиридов
81. 2022 — Русские — Николай Смородина
82. 2022 — Чайки — Константин Иониди, бизнесмен, владелец волейбольного клуба «Чайка»
83. 2023 — Кресло — Виктор Михайлович
84. 2023 — Контуженный — Сенцов
85. 2023 — Пилигрим — главарь
86. 2023 — Убить Риту — Кисляк, врач
87. 2024 — Блонды — Петров
88. 2024 — Закон тайги — Голицын / Верховский
89. 2025 — Первый отдел-4 — Александр Васильевич Муштаков, криминальный авторитет, предприниматель
90. 2025 — Опасный — Воронец
91. 2025 — Тюремный дневник — Стивен Ллойд

#### Озвучивание
1. 2000 — Брат 2 — Борис, охранник Ирины Салтыковой (роль Александра Карамнова)

#### Дубляж
1. 2005 — Лысый нянька: Спецзадание — Шэйн Вулф (Вин Дизель)
2. 2006 — Лохматый папа — Доктор Козак (Роберт Дауни-мл)

## Критика
- Исполнение Романом Агеевым главной роли в спектакле «Отелло» по одноимённой трагедии Уильяма Шекспира на сцене Санкт-Петербургского государственного молодёжного театра на Фонтанке театральный критик Екатерина Гороховская оценила так:

«В исполнении Романа Агеева Отелло — крепкий орешек, без шоколадной глазури, как можно было бы ожидать. Он солдат до мозга костей, хотя слово „мозг“ здесь не вполне уместно. Этот Отелло не думает, он прямо, по-солдатски, жёстко действует. Он брутален и могуч (как отрадно видеть на сцене этот исчезающий тип!), его неандертальский лоб просто не может поначалу вместить мысли о неверности жены. Но уж когда намёки Яго до него доходят, он, мрачно прихлёбывая из вместительной бутыли, устраивает тому допрос с пристрастием — избиением ногами, тасканием за волосы, утоплением в бочке с водой. Всё это, как и убийство Дездемоны в финале, проделывается с неизменным выражением лица. Отелло Агеева умеет улыбаться, напиваться до потери сознания, влюблённо-покровительственно смотреть на молодую жену, но все чувства прячет так глубоко, что возникает сомнение в самом их наличии.» — Екатерина Гороховская, «Петербургский театральный журнал», май 2003 года.
- Кинокритик Александра Тучинская в своей рецензии на комедийный художественный фильм режиссёра Сергея Овчарова «Сад» (2008) по мотивам пьесы А. П. Чехова «Вишнёвый сад», задуманный режиссёром как пародийный фарс, высказала мнение о том, что исполнивший роль Ермолая Лопахина актёр Роман Агеев справился с созданием фарсовых гэгов:

«Лопахин (Роман Агеев) может заблеять козлом или захрюкать, как свинья, пугая обитателей дома. Он вообще похож на рождественского ряженого с бычьей головой — впустили в дом чертовщину да так и не сумели выгнать.»— Александра Тучинская, журнал «Искусство кино», сентябрь 2008 года.

## Награды
- 2014 — диплом Конфедерации русских общин Европы «За миллион просмотров в системе YouTube и вклад в популяризацию российского кинематографа в мире» — за исполнение главной мужской роли в фильме «Наследница» из цикла «Лабиринты разума» (2006)[1].